# Воронежская крепость
Воронежская крепость — военная крепость Русского царства, построенная в 1586 году на берегу реки Воронеж для защиты южных территорий от набегов татар, а также с целью противодействия продвижения на север черкасов. Дала начало городу Воронежу. Утратила своё значение к концу XVII века.

## Описание

### Расположение крепости
Исследования историков В. П. Загоровского и Попова дают основания предполагать, что Воронежская крепость находилась на холме юго-западнее Воронежского государственного университета. Район её размещения ограничен современными улицами Фрунзе, Шевченко, Белинского и Севастьяновского (Ильинского) съезда.

### «Рубленый город» и «острог»
Согласно сохранившейся Дозорной книге 1615 года, написанной московскими чиновниками под руководством Г. Киреевского, Воронежская крепость имела два отдельных пояса укреплений. Кремль назывался по технике исполнения «Рубленым городом», а окольный город — «Острогом».
«Рубленный город» или просто «город» (после 1670 года его стали называть «малым городом») был окружен тремя башнями (Московская, Затинная и Тайницкая), соединенными стенами, которые представляли собой объединенные срубы, засыпанные землей. Его площадь была немного более 4 000 м², а периметр — 300 м. На территории «города» находились «съезжая избы» (канцелярия воеводы), соборная церковь и помещения для хранения зерна, пороха и оружия.
«Острог» (после 1670 года его стали называть «большим городом») охватывал «город» с запада и севера, и располагался на территории современной Университетской площади. Он являлся укрепительным сооружением из башен, соединенными стенами. Стены представляли собой вертикально вкопанные в землю бревна. Среди башен было 7 проезжих с воротами, а остальные — глухие. Согласно некоторым источникам общее количество башен было 25. В 2011 году в одном исследовании, посвященном истории воронежской крепости, было высказано предположение, что всего башен в «остроге» могло быть 18, среди которых 7 — проезжих и 11 — глухих. После перестройки в 1670 году количество башен было уменьшено до 17.
Согласно сохранившемуся плану крепости 1670 года на её территории располагались архиерейский двор Воронежской епархии, Благовещенский собор и ещё 5 церквей.

### Тайники (подземные ходы к реке)
Важным элементом крепости были тайники — подземные ходы, ведущие к реке. Они были предназначены для обеспечения снабжения водой защитников крепости в случае осады. Первый тайник, сооруженный вместе с крепостью, шел из «рубленного города» до колодца у реки. В источниках 1650 года этот ход назван уже старым. Новый тайник был прорыт в 1630-е годы из Тайницкой башни. Его длина была 136 метров, ширина — 3,3 метра, а высота — более 2 м. Затем новый тайник был заброшен, но в 1669 году был восстановлен. После 1680 года тайники перестали поддерживать в рабочем состоянии.

## Вооружение
Согласно донесению в Москву, написанному воронежским воеводой в 1678 году, на стенах и в башнях воронежской крепости было 12 железных и 12 медных пушек с запасом ядер.

## История
Решение о начале её строительства принималось в спешке из-за непростой военно-политической ситуации. Поэтому все основные начальные работы велись зимой, что было нехарактерно для того времени. Обычно крепости в Русском государстве строились летом и осенью после принятия соответствующего указа.
Место будущей крепости, по всей видимости, было выбрано Василием Биркиным и Иваном Судаковым-Мясным, которые стали впоследствии городскими головами Воронежа. Крепость строилась под руководством московского дворянина С. Ф. Папина-Сабурова, первого воронежского воеводы.
В 1586 году строительные работы были завершены. В 1587 году вокруг неё были выставлены 8 «ближних» и 4 «дальних» сторож.
В 1590 году к Воронежской крепости прибыл отряд черкас, служивших польскому королю. Они заявили о своем желании воевать вместе с русскими против татар. Учитывая, что между Русским царством и Литовско-польским был заключен мир, то воронежский воевода впустил их и позволил ночевать им на территории острога. Ночью черкасы напали на служилых людей, убили воеводу и сожгли крепость.
В 1592 году и 1594 годах в Османскую империю были отправлены русские посольства. В 1592 году посольство возглавлял Григорий Нащёкин воронежские казаки встретили посла и его охрану в устье реки Воронеж и проследовали с ними до впадения в Дон реки Цимлы. В 1594 году русское посольство впервые проследовало через Воронеж. Воронежскому воеводе следовало обеспечить охрану и выделить речные струги для хождения по рекам Воронеж и Дон. В дальнейшем в XVII веке путь русских и турецких посольств постоянно пролегал через воронежскую крепость.
На западе от Воронежа в 1596 году были построены новые русские крепости: Белгород и Оскол (современное название — Старый Оскол). Их сторожи были выставлены с учетом воронежских; между ними было налажено взаимодействие.
Зимой 1617 года черкасы численность 5000 человек «к…городу и к острогу приступали дважды со всех сторон жестокими приступы». Крепость смогли защитить. После отступления черкас их преследовали 10 верст. В 1630 году в Воронежской крепости ожидали их повторного нападения (к этому времени был прорыт новый тайник — подземный ход к реке), но черкасы так и не появились. Реальной оставалась и угроза нашествия татар. Так в августе 1643 года более 1000 татар напали на села Бобяково, Боровое, Ступино и др,, а затем прорвавшись через укрепления на левом берегу реки Воронеж напротив воронежской крепости, переправились на правый берег и напали на слободу Чижовку. В 1658 году татары пленили 21 человека в селе Репное и деревне Придача. После 1659 году нападения татар и черкас прекратились, так как на их пути были выстроена оборонительная линия укреплений — Белгородская черта.
В 1670 году крепость была перестроена во главе с воеводой Б. Г. Бухвостовым. Количество башен было уменьшено до 17. Территория была увеличена. Так как в 1682 году Воронеж стал центром Воронежской епархии, то внутри крепости были построены архиерейский двор и новый каменный Благовещенский собор.
Приблизительно к 1696 году воронежская крепость утратила своё значение также как и другие крепости Белгородской черты. В записках голландского путешественника Корнелия де Брюйна 1703 года отмечается, что её стены уже сгнили. Воронеж перестал быть военной крепостью и стал развиваться сначала как центр кораблестроения для Азовского флота, а затем как губернский город.

## Служилые люди и население
Службу в крепости несли служилые люди, которым, выплачивалось государственное жалование в виде денежных выплат, хлебного (продуктового) довольствия и наделения поместной землей, часто выплата денежного жалования заменялась на дополнительный земельный надел. Детям боярским земля выделялась в лично пользование, служилым людям по приборы земля выделялась в коллективно пользование на всю «корпорацию». Пожалованные земли, использовались для занятия сельским хозяйством. На территории крепости и в рядом расположенных с ней слободах жили также посадские люди (ремесленники, торговцы и др.), церковные и монастырские люди. Воронежская крепость, как и другие русские крепости того времени, управлялась воеводой.

### Воеводы
- с 1585 года по 1585 год — Семён Фёдорович Папин-Сабуров
- с 1586/1587 года по ??? год — Фёдор Михайлович Паскирев
- Григорий Петрович Ромодановский
- Иван Андреевич Долгорукий
- князь Григорий Иванович Долгорукий (по прозвищу Чёрт)
- князь Владимир Иванович Клобуков-Мосальский

### Служилые люди
Согласно списку , составленному в 1636 году, служилых людей по прибору в воронежской крепости было 681 человек. Из них конные полковые казаки — 310 человек, пешие стрельцы — 200 человек, беломестные атаманы и казаки — 105 человек, люди пушкарского приказа — пушкари (22 человека), затинщики (25 человек),воротники (7 человек), казённые кузнецы (2 человека), ямщики — 10 человек.